# Norra Långtjärnen (Bjuråkers socken, Hälsingland)
Norra Långtjärnen är en sjö i Hudiksvalls kommun i Hälsingland och ingår i Delångersåns huvudavrinningsområde.